# الملكة (صنعاء)

تعديل مصدري - تعديل

الملكة هي إحدى قرى الجمهورية اليمنية. تتبع جغرافيا لمحافظة صنعاء وإداريًا لعزلة الملكة  لمديرية بني حشيش. يبلغ تعداد سكانها 3956 نسمة حسب الإحصاء الذي أجري عام 2004.